# Begin the Beguine
«Begin the Beguine» (с англ. — «начало бегина») — популярная песня, классика джаза, написанная американским композитором Коулом Портером в 1935 году. В СССР песня исполнялась под названием «Начало танца».
Песня заслужила широкую популярность, в разное время её исполняли такие знаменитые певцы, как Элла Фицджеральд, Энди Уильямс, Марио Ланца, Катерина Валенте, Фрэнк Синатра, Элвис Пресли, Хулио Иглесиас, Карел Готт, Бинг Кросби и многие другие, распространены также инструментальные исполнения (Бенни Гудмен, Гленн Миллер, Рэй Коннифф, Диззи Гиллеспи),
Песня входит в «джазовый стандарт», занесена в Национальный реестр аудиозаписей США и Зал славы премии «Грэмми». «Begin the Beguine» является одним из 16 «Хитов всех времён», отобранных Американским обществом композиторов, авторов и издателей в 1963 году.

## История
Портер сочинил песню в ходе круиза по Тихому океану на борту океанского лайнера. В основе мелодии — танец бегин, разновидность румбы, который возник в XIX веке на Малых Антильских островах, тогда принадлежавших Франции; вскоре танец завоевал популярность в Париже, где Коул Портер мог с ним познакомиться во время одной из своих поездок в Европу (сам он, впрочем, дал противоречивые версии о происхождении мелодии). В названии «Begin the Beguine» обыгрывается созвучие английского слова «Begin» (начало) и испанского названия танца «Бегин». В тексте песни лирический герой никак не решится начать танец, его одолевают романтические воспоминания о тропических ночах, в которых даже пальмы качаются в такт танцу. В конце концов он всё же решается начать танец.
В октябре 1935 года песня была впервые представлена в бродвейском мюзикле «Jubilee», поставленном в нью-йоркском театре «Империал».
Поначалу песня не обрела популярности, возможно, из-за своей длины и нетрадиционной формы. Жозефина Бейкер танцевала под неё в ревю «Безумства Зигфельда» (1936 год), но не имела успеха. Однако два года спустя руководитель джаз-группы Арти Шоу записал новую аранжировку песни, расширенную версию свингового оркестра. После подписания нового контракта на запись с RCA Victor Арти Шоу выбрал «Begin the Beguine» в качестве одной из шести мелодий, которые записал со своей новой группой из 14 человек в Нью-Йорке 24 июля 1938 года. До этого группе Шоу было трудно найти идентичность и обосновать своё право на существование, не имея каких-либо значимых популярных хитов. Её предыдущий контракт на звукозапись с Brunswick Records истёк в конце 1937 года и не был продлён. Пессимизм RCA в отношении самой идеи записи длинной мелодии, «которую всё равно никто не мог запомнить целиком», привёл к тому, что она была выпущена на стороне «B» пластинки «Indian Love Call», выпущенной Bluebird Records.
Настойчивость Арти Шоу оправдалась, когда «Begin the Beguine» стал самым продаваемым альбомом 1938 года, благодаря чему Шоу и его группа достигли славы и популярности. Запись стала одной из самых известных и популярных за всю эру свинга, она возглавляла чарты Billboard шесть недель. Последующие переиздания RCA Victor (каталожный номер 20-1551) и другие выпуски на пластинках, кассетах и компакт-дисках сделали запись постоянно востребованной. К 1944 году общий тираж сингла достиг миллионной отметки.

## Исполнители
После того, как Арти Шоу представил песню танцевальным залам, студия Metro-Goldwyn-Mayer выпустила музыкальный фильм «Бродвейская мелодия 1940 года». «Begin the Beguine» входит в число его музыкальных номеров, впервые спетых в драматическом стиле меццо-сопрано Лоис Ходнотт, а Элинор Пауэлл и Фред Астер танцуют под неё фламенко. Вскоре песню записали все основные биг-бэнды, включая Гарри Джеймса, Бенни Гудмана, Томми Дорси и Гленна Миллера, часто в качестве инструментального фона в фильмах. Как песня, она также стала поп-стандартом, начиная с Тони Мартина; новые интерпретации часто до сих пор сравнивают с интерпретациями Фрэнка Синатры и Эллы Фицджеральд, а Элвис Пресли сделал свою собственную адаптацию. В предвоенном 1939 году песня звучала в немецком фильме «Hallo Janine» с участием Марики Рёкк.
Хулио Иглесиас записал испанскую версию «Begin the Beguine» под названием «Volver a Empezar» и сам написал новый текст песни, в которой речь идет о потерянной любви, а не о танце. Песня была представлена в Мадриде в аранжировке продюсера Рамона Аркузы с использованием ритма из диско-версии песни Джонни Матиса. и заняла первое место в британском чарте синглов в декабре 1981 года. Это первая полностью испанская песня, занявшая первое место в британском чарте, хотя Иглесиас стал вторым испанцем, возглавившим чарт (после дуэта Baccara, который возглавил чарт с песней на английском языке). Песня получила золотой сертификат BPI в Великобритании. Иглесиас также записал версии этой песни на итальянском «Venezia a Settembre», французском «Une chanson qui revient» и немецком «Aber der Traum war sehr schön».
Шавьер Кугат и его оркестр записали одну из первых версий в 1935 году как инструментальную. Эта запись попала в чарты дня.
Лесли Хатчинсон записал версию 3 апреля 1940 года. Эта запись была передана индийскому духовному деятелю Мехер Бабе, который позже попросил, чтобы она была воспроизведена семь раз на его могиле, когда его тело будет погребено, что произошло через неделю после его смерти 31 января 1969 года.
Фрэнк Синатра записал версию 24 февраля 1946 года, которая заняла 23-е место в чартах Billboard.
Элла Фицджеральд включила эту песню в свой альбом Ella Fitzgerald Sings the Cole Porter Songbook в 1956 году (Verve Records).
Пит Тауншенд вставил версию песни в свой альбом 1970 года, посвященный вышеупомянутому Meher Baba Happy Birthday, позже изданный в качестве бонус-трека к его расширенной версии Who Came First 2006 года.
Джонни Мэтис записал популярную диско-версию в 1978 году.
Мелора Хардин исполнила эту песню в фильме 1991 года «Ракетчик».
Шерил Кроу записала версию для фильма 2004 года De-Lovely.

## Чарты
| Чарт (1981—1982)                   | Пиковая позиция |
| ---------------------------------- | --------------- |
| Австрия (Ö3 Austria Top 40)        | 8               |
| Бельгия/Фландрия (Ultratop 50)     | 17              |
| Германия (GfK)                     | 57              |
| Ирландия (IRMA)                    | 1               |
| Нидерланды (Single Top 100)        | 44              |
| Новая Зеландия (Recorded Music NZ) | 25              |
| Швейцария (Schweizer Hitparade)    | 7               |
| Великобритания (OCC UK Singles)    | 1               |

## Влияние в искусстве
Песня Портера вдохновила Макса Бекманна на создание одноимённой картины маслом в Художественном музее Мичиганского университета в 1946 году. Эта картина считается одним из самых важных произведений среди поздних работ Бекманна.